# Cantón de Le Monastier-sur-Gazeille
El cantón de Le Monastier-sur-Gazeille era una división administrativa francesa, que estaba situada en el departamento de Alto Loira y la región de Auvernia.

## Composición
El cantón estaba formado por once comunas:
- Alleyrac
- Chadron
- Freycenet-la-Cuche
- Freycenet-la-Tour
- Goudet
- Laussonne
- Le Monastier-sur-Gazeille
- Moudeyres
- Présailles
- Saint-Martin-de-Fugères
- Salettes

## Supresión del cantón de Le Monastier-sur-Gazeille
En aplicación del Decreto nº 2014-162 de 17 de febrero de 2014, el cantón de Le Monastier-sur-Gazeille fue suprimido el 22 de marzo de 2015 y sus 11 comunas pasaron a formar parte del nuevo cantón de Mézenc.